# Ibragim Magomadow
Ibragim Magomadow (ros. Ибрагим Магомадов; ur. 19 lutego 1991) – kazachski zapaśnik walczący w stylu klasycznym. Zajął piąte miejsce na mistrzostwach świata w 2022 roku. 
Złoty medalista mistrzostw Azji w 2023, srebrny w 2020; brązowy w 2024 i 2025. Trzeci na mistrzostwach Azji juniorów w 2011 roku.